# Saadet Işıl Aksoy

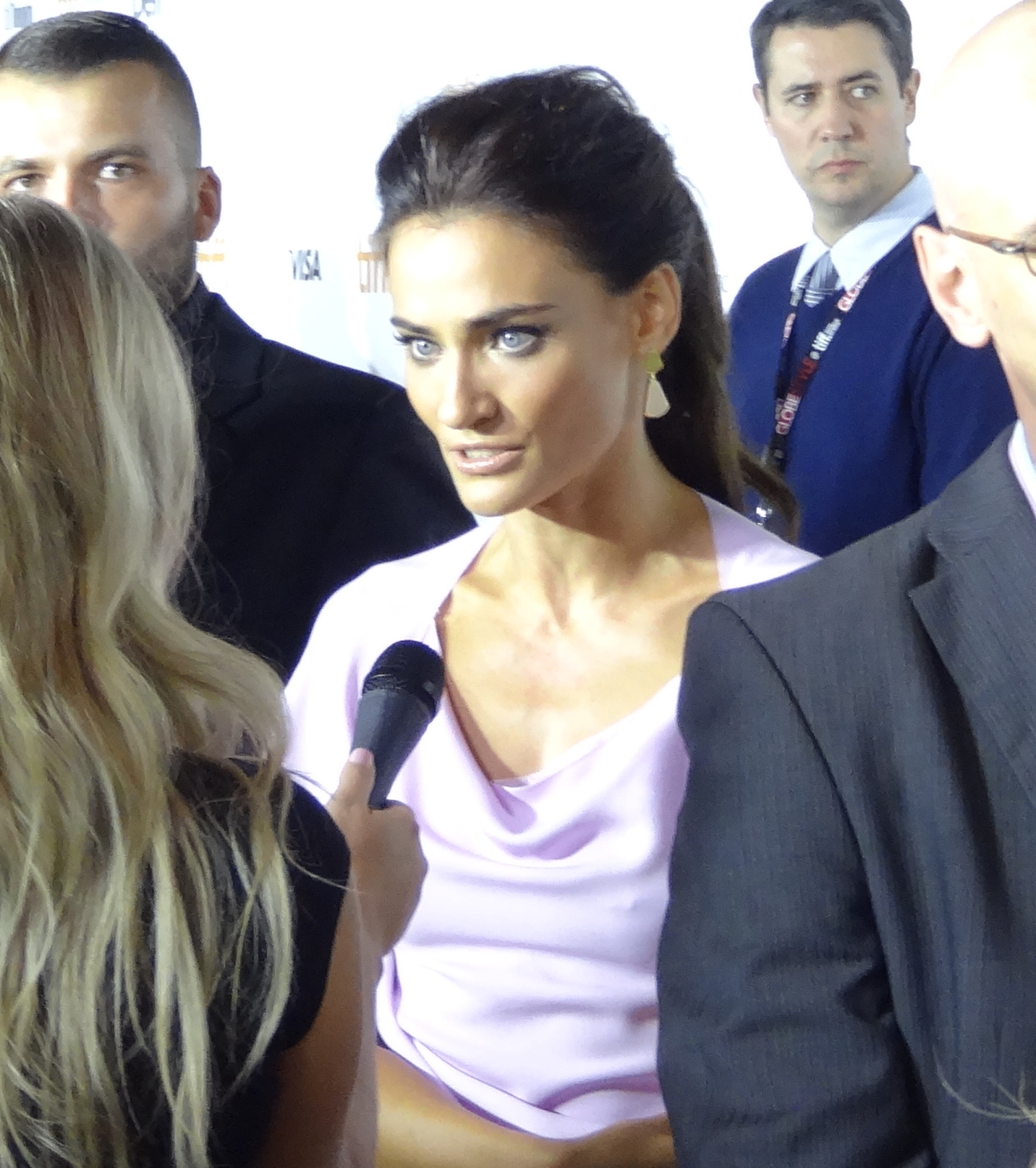
Aksoy auf dem Toronto International Film Festival 2012

Saadet Işıl Aksoy (* 29. August 1983 in Istanbul) ist eine türkische Schauspielerin.

## Leben
Aksoy wurde in Istanbul geboren. Sie hat zwei ältere Brüder. Ihren Vornamen Saadet hat sie von ihrer Großmutter väterlicherseits, die vor ihrer Geburt starb.
Aksoy studierte Englische Sprache und Literatur an der Boğaziçi Üniversitesi in Istanbul. Sie nahm an Fernsehprojekten in der Türkei wie Güz Yangını, Esir Kalpler, Senden Başka, Kalpsiz Adam, Sınıf, Balkan Düğünü und Muhteşem Yüzyıl teil. Zu ihren Theaterauftritten gehören die türkische Version von Magnolien aus Stahl, inszeniert vom Theaterregisseur Mehmet Ergen und die türkische Version von Shoot/Get Treasure/Repeat, ursprünglich geschrieben vom britischen Dramatiker Mark Ravenhill.
Ihr Filmdebüt gab sie mit Yumurta – Ei von Semih Kaplanoğlu, das 2007 bei den Filmfestspielen von Cannes bei der Directorsʼ Fortnight uraufgeführt wurde und ihr mehrere Auszeichnungen auf vielen Filmfestivals wie dem Festival Internacional de Cine de Valdivia und dem Sarajevo Film Festival einbrachte. Im Jahr 2008 wirkte sie im Film Süt – Milch von Semih Kaplanoğlu mit, der in der offiziellen Auswahl der Filmfestspiele von Venedig war. Später arbeitete sie mit dem argentinischen Regisseur Alejandro Chomski in A Beautiful Life zusammen und 2009 war sie in Eastern Plays des bulgarischen Regisseurs Kamen Kalev zu sehen, das auch bei den Directorsʼ Fortnight bei den Filmfestspielen von Cannes Premiere feierte.
Ihr türkischer Film Başka Dilde Aşk aus dem Jahr 2009 brachte ihr weitere Auszeichnungen als beste Schauspielerin beim Ankara International Film Festival und beim Bursa Silk Road Film Festival ein. Auch 2009 wirkte sie in der Istanbuler Szene von Lieber verliebt mit Catherine Zeta-Jones und Justin Bartha des Regisseurs Bart Freundlich mit. Ihr internationaler Durchbruch gelang ihr, nachdem sie zusammen mit Penélope Cruz und Emile Hirsch in Sergio Castellittos Twice Born – Was vom Leben übrig bleibt nach dem gleichnamigen Roman von Margaret Mazzantini auftrat. Der Film wurde 2012 auf dem Toronto International Film Festival uraufgeführt. 2013 spielte Aksoy das griechische Mädchen Eleni im türkischen Film Sürgün und 2015 Rania in Ragion di Stato unter der Regie von Marco Pontecorvo für den italienischen Fernsehsender RAI.
Zu Aksoys neuesten Projekten gehören Saf von Ali Vatansever, das 2018 beim Toronto International Film Festival Premiere hatte, Passed by Censor von Serhat Karaaslan und Iguana Tokyo von Kaan Müjdeci.

## Auszeichnungen
- 2007: „Best Actress“ beim Sarajevo Film Festival für Yumurta – Ei
- 2007: „Best Newcomer“ beim Filmfestival in Antalya für Yumurta – Ei
- 2007: „Best Actress“ beim Valdivia International Film Festival für Yumurta – Ei
- 2008: „Best Actress in a Leading Role“ der Siyad Awards für Yumurta – Ei
- 2008: „Young Talent“ der Yeşilçam Awards für Yumurta – Ei
- 2008: „Best Female Newcomer“ beim Ankara International Film Festival für Yumurta – Ei
- 2008: „Best Film Actress“ der İsmail Dümbüllü Awards für Yumurta – Ei
- 2009: „Best Actress“ beim Ankara International Film Festival für Başka Dilde Aşk
- 2009: „Best Actress“ beim Bursa Silk Road Film Festival für Başka Dilde Aşk
- 2019: „Best Actress“ beim Ankara International Film Festival für Saf[4]

## Filmographie

### Filme
- 2007: Yumurta – Ei
- 2008: Süt – Milch
- 2009: Eastern Plays
- 2009: Başka Dilde Aşk
- 2009: The Rebound
- 2012: Twice Born – Was vom Leben übrig bleibt (Venuto al mondo)
- 2013: Sürgün
- 2018: Ailece Şaşkınız
- 2018: Saf
- 2019: Görülmüştür (Passed by Censor)
- 2019: Iguana Tokyo

### TV-Serien
- 2005:	Güz Yangını
- 2006:	Esir Kalpler
- 2007:	Senden Başka
- 2008: Kalpsiz Adam
- 2008:	Sınıf
- 2009:	Balkan Düğünü
- 2011: Muhteşem Yüzyıl
- 2014: Ragion di Stato
- 2016: Kördügüm
- 2017: Vatanım Sensin
- 2024: Asaf